# Lac Opataouaga
Lac Opataouaga är en sjö i Kanada.   Den ligger i regionen Nord-du-Québec och provinsen Québec, i den östra delen av landet, 600 km norr om huvudstaden Ottawa. Lac Opataouaga ligger 267 meter över havet. Arean är 27,5 kvadratkilometer. Den sträcker sig 9,4 kilometer i nord-sydlig riktning, och 6,4 kilometer i öst-västlig riktning.
Trakten runt Lac Opataouaga är nära nog obefolkad, med mindre än två invånare per kvadratkilometer.